# Oroville (Washington)
Oroville es una ciudad ubicada en el condado de Okanogan en el estado estadounidense de Washington. En el año 2000 tenía una población de 1653 habitantes y una densidad poblacional de 516 personas por km². Se encuentra al norte del estado, junto a la frontera con Columbia Británica, Canadá.

## Geografía
Oroville se encuentra ubicada en las coordenadas 48°56′19″N 119°26′6″O / 48.93861, -119.43500.

## Demografía
Según la Oficina del Censo en 2000 los ingresos medios por hogar en la localidad eran de $22.301, y los ingresos medios por familia eran $30.114. Los hombres tenían unos ingresos medios de $25.833 frente a los $21.750 para las mujeres. La renta per cápita para la localidad era de $12.220. Alrededor del 28,9% de la población estaban por debajo del umbral de pobreza.